# 脫脫灰
脫脫灰（?—?），又作妥妥辉，元朝公主，元世祖忽必烈的孙女，父亲不详。
脫脫灰嫁给了瓦剌的秃满答儿。乃颜叛乱后，秃满答儿（秃绵答儿）参与哈鲁孙的叛乱，暗伯将他击败，秃满答儿被杀。元统二年（1334年），元顺帝封妥妥辉为皇姑英寿大长公主。说明脫脫灰当时依然在世。